# Elecciones regionales de Huánuco de 2022
Las elecciones regionales de Huánuco de 2022 se llevaron a cabo el 2 de octubre de 2022 para elegir al gobernador regional, al vicegobernador regional y al Consejo Regional para el periodo 2023-2026. La elección se celebró simultáneamente con elecciones regionales y municipales (provinciales y distritales) en todo el Perú.

## Sistema electoral
El Gobierno Regional de Huánuco es el órgano administrativo y de gobierno del departamento de Huánuco. Está compuesto por el gobernador regional, el vicegobernador regional y el Consejo Regional.
La votación se realiza en base al sufragio universal, que comprende a todos los ciudadanos nacionales mayores de dieciocho años, empadronados y residentes en el departamento de Huánuco y en pleno goce de sus derechos políticos.
El gobernador y vicegobernador regional son elegidos por sufragio directo. Para que un candidato sea proclamado ganador debe obtener no menos de 30 % de votos válidos. En caso ningún candidato logre ese porcentaje en la primera vuelta electoral, los dos candidatos más votados participan en una segunda vuelta o balotaje. No hay reelección inmediata de gobernadores regionales.
El Consejo Regional de Huánuco está compuesto por 20 consejeros elegidos por sufragio directo para un período de cuatro (4) años. La votación es por lista cerrada y bloqueada. Cada provincia del departamento de Huánuco constituye una circunscripción electoral. Se asigna a la lista ganadora los escaños según el método d'Hondt. La distribución y el número de consejeros regionales es la siguiente:
| Circunscripción                                                                    | Escaños | Mapa |
| ---------------------------------------------------------------------------------- | ------- | ---- |
| Huánuco                                                                            | 3       |      |
| Ambo(+1), Dos de Mayo, Huamalíes, Leoncio Prado, Pachitea, Puerto Inca y Yarowilca | 2       |      |
| Huacaybamba, Lauricocha y Marañón                                                  | 1       |      |

## Composición del Consejo Regional de Huánuco
La siguiente tabla muestra la composición del Consejo Regional de Huánuco antes de las elecciones.
| Partidos | Partidos                                           | Consejeros |
| -------- | -------------------------------------------------- | ---------- |
|          | Acción Popular                                     | 5          |
|          | Avanzada Regional Independiente Unidos por Huánuco | 4          |
|          | Alianza para el Progreso                           | 4          |
|          | Avanza País                                        | 3          |
|          | Movimiento Político Cambiemos x Hco                | 1          |
|          | Solidaridad Nacional                               | 1          |
|          | Somos Perú                                         | 1          |

## Elecciones internas
Los partidos políticos realizaron la convocatoria a elecciones internas (15–22 de enero de 2022) para definir a los candidatos de sus organizaciones en listas cerradas y bloqueadas. Se sometieron a elección las candidaturas a:
- Gobernador y vicegobernador regional de Huánuco (2 candidaturas).
- Consejo Regional de Huánuco (20 candidaturas).

Existen dos modalidades para la organización de las elecciones internas:
- Modalidad de elección directa: con voto universal, libre, voluntario, igual, directo y secreto de los afiliados. Fue la modalidad utilizada por el Partido Morado.[5] Las elecciones se realizaron el 15 de mayo de 2022.
- Modalidad de delegados: a través de delegados previamente elegidos mediante voto universal, libre, voluntario, igual, directo y secreto de los afiliados. Fue la modalidad utilizada por Avanza País,[6] Movimiento Político Cambiemos x Hco,[7] Fuerza Popular,[8] Movimiento Independiente Regional Huánuco Primero,[7] Perú Libre,[9] Movimiento Independiente Regional Mi Buen Vecino[7] y Frente de la Esperanza.[10] Las elecciones se realizaron el 22 de mayo de 2022.

## Partidos y candidatos
A continuación se muestra una lista de los principales partidos y alianzas electorales que participaron en las elecciones:
| Candidatura | Candidatura | Partidos y alianzas                                                | Candidatos | Candidatos              | Ideología                                   | Resultado previo | Resultado previo | Ref.   |
| Candidatura | Candidatura | Partidos y alianzas                                                | Candidatos | Candidatos              | Ideología                                   | Votos (%)        | Con.             | Ref.   |
| ----------- | ----------- | ------------------------------------------------------------------ | ---------- | ----------------------- | ------------------------------------------- | ---------------- | ---------------- | ------ |
|             | AvP         | Lista - Avanza País (AvP)                                          |            | Rosali Leandro Tarazona | Conservadurismo liberal Liberalismo clásico | 12.83%           | 3                | [ 11 ] |
|             | CxH         | Lista - Movimiento Político Cambiemos x Hco (CxH)                  |            | Gladys Venancio Jorge   | Regionalismo huanuqueño                     | 12.11%           | 1                | [ 11 ] |
|             | HUAPRI      | Lista - Movimiento Independiente Regional Huánuco Primero (HUAPRI) |            | Edison Díaz Esquivel    | Regionalismo huanuqueño                     | Nuevo            | Nuevo            | [ 11 ] |
|             | MBV         | Lista - Movimiento Independiente Regional Mi Buen Vecino (MBV)     |            | Antonio Pulgar Lucas    | Regionalismo huanuqueño                     | Nuevo            | Nuevo            | [ 11 ] |
|             | FE          | Lista - Frente de la Esperanza (FE)                                |            | Yenny Naupay Gonzalez   | Reformismo                                  | Nuevo            | Nuevo            | [ 12 ] |

## Sondeos de opinión
Las siguientes tablas enumeran las estimaciones de la intención de voto en orden cronológico inverso, mostrando las más recientes primero y utilizando las fechas en las que se realizó el trabajo de campo de la encuesta. Cuando se desconocen las fechas del trabajo de campo, se proporciona la fecha de publicación.
Leyenda:
     Sondeo realizado en el periodo de prohibición legal de la difusión de sondeos de intención de voto.

### Intención de voto
La siguiente tabla enumera las estimaciones ponderadas (sin incluir votos en blanco y nulos) de la intención de voto.
|                               |                |     |      |      |      |      |     |      |  |  |  |  |  |  |  |
| Elecciones regionales de 2022 | 2 oct 2022     | —   | 32.4 | 26.7 | 23.6 | 16.1 | 1.2 | 5.7  |  |  |  |  |  |  |  |
|                               |                |     |      |      |      |      |     |      |  |  |  |  |  |  |  |
| Ipsos Perú/América            | 2 oct 2022     | ?   | 32.4 | 27.8 | 22.6 | 15.9 | 1.3 | 4.6  |  |  |  |  |  |  |  |
| Ipsos Perú/América            | 2 oct 2022     | ?   | 31.3 | 30.1 | 22.0 | 14.3 | 2.3 | 1.2  |  |  |  |  |  |  |  |
| IP Mercado                    | 21 sep 2022    | 383 | 52.8 | 19.7 | 14.8 | 9.4  | –   | 33.1 |  |  |  |  |  |  |  |
| IP Mercado                    | 5–8 ago 2022   | 500 | 49.3 | 22.4 | 11.5 | 12.2 | –   | 15.4 |  |  |  |  |  |  |  |
| Fíjimu                        | 13–19 dic 2021 | 600 | 24.9 | 18.4 | 15.6 | 10.3 | –   | 6.5  |  |  |  |  |  |  |  |
| IP Mercado                    | 11–14 dic 2021 | 383 | 46.5 | 5.1  | 4.8  | 11.6 | –   | 34.9 |  |  |  |  |  |  |  |

### Preferencias de voto
La siguiente tabla enumera las preferencias de voto en bruto (incluyendo blancos, viciados y sin respuesta) y no ponderadas.
|                               |                |     |      |      |      |      |     |      |      |      |  |  |  |  |  |
| Elecciones regionales de 2022 | 2 oct 2022     | —   | 26.1 | 21.5 | 19.1 | 13.0 | 1.0 | 19.4 | –    | 4.6  |  |  |  |  |  |
|                               |                |     |      |      |      |      |     |      |      |      |  |  |  |  |  |
| IP Mercado                    | 21 sep 2022    | 383 | 39.2 | 14.6 | 11.0 | 7.0  | –   | 17.2 | 8.6  | 24.6 |  |  |  |  |  |
| IP Mercado                    | 5–8 ago 2022   | 500 | 28.2 | 12.8 | 6.6  | 7.0  | –   | 26.4 | 16.4 | 15.4 |  |  |  |  |  |
| Fíjimu                        | 13–19 dic 2021 | 600 | 15.3 | 11.3 | 9.6  | 6.3  | –   | –    | 38.6 | 4.0  |  |  |  |  |  |
| IP Mercado                    | 11–14 dic 2021 | 383 | 37.8 | 4.1  | 3.9  | 9.4  | –   | 8.7  | 10.4 | 28.4 |  |  |  |  |  |

## Resultados

### Gobierno Regional de Huánuco
|                      | Antonio Pulgar Lucas    | Movimiento Independiente Regional Mi Buen Vecino (MBV)     | 117,426 | 32.37 |  |  |  |
|                      | Rosali Leandro Tarazona | Avanza País (AvP)                                          | 96,755  | 26.67 |  |  |  |
|                      | Edison Díaz Esquivel    | Movimiento Independiente Regional Huánuco Primero (HUAPRI) | 85,700  | 23.63 |  |  |  |
|                      | Gladys Venancio Jorge   | Movimiento Político Cambiemos x Hco (CxH)                  | 58,489  | 16.12 |  |  |  |
|                      | Yenny Naupay Gonzalez   | Frente de la Esperanza (FE)                                | 4,354   | 1.20  |  |  |  |
|                      |                         |                                                            |         |       |  |  |  |
| Total                | Total                   | Total                                                      | 362,724 |       |  |  |  |
|                      |                         |                                                            |         |       |  |  |  |
| Votos válidos        | Votos válidos           | Votos válidos                                              | 362,724 | 80.65 |  |  |  |
| Votos en blanco      | Votos en blanco         | Votos en blanco                                            | 58,140  | 12.93 |  |  |  |
| Votos nulos          | Votos nulos             | Votos nulos                                                | 28,894  | 6.42  |  |  |  |
| Votos emitidos       | Votos emitidos          | Votos emitidos                                             | 449,758 | 73.55 |  |  |  |
| Abstenciones         | Abstenciones            | Abstenciones                                               | 161,730 | 26.45 |  |  |  |
| Votantes registrados | Votantes registrados    | Votantes registrados                                       | 611,488 |       |  |  |  |
|                      |                         |                                                            |         |       |  |  |  |
| Fuente:              |                         |                                                            |         |       |  |  |  |

### Consejo Regional de Huánuco

#### Sumario general
|                        |                                                            |              |              |              |         |         |  |
| Partidos y coaliciones | Partidos y coaliciones                                     | Voto popular | Voto popular | Voto popular | Escaños | Escaños |  |
| Partidos y coaliciones | Partidos y coaliciones                                     | Votos        | %            | ±pp          | Total   | +/−     |  |
|                        | Movimiento Independiente Regional Mi Buen Vecino (MBV)     | 95,856       | 28.22        | Nuevo        | 6       | +6      |  |
|                        | Movimiento Independiente Regional Huánuco Primero (HUAPRI) | 94,142       | 27.71        | Nuevo        | 7       | +7      |  |
|                        | Avanza País (AvP)                                          | 86,487       | 25.46        | +11.59       | 6       | +3      |  |
|                        | Movimiento Político Cambiemos x Hco (CxH)                  | 47,321       | 13.93        | +3.50        | 1       | ±0      |  |
|                        | Perú Libre (PL)                                            | 7,463        | 2.20         | Nuevo        | 0       | ±0      |  |
|                        | Fuerza Popular (FP)                                        | 6,133        | 1.81         | n/a          | 0       | ±0      |  |
|                        | Partido Morado (PM)                                        | 2,295        | 0.68         | Nuevo        | 0       | ±0      |  |
|                        |                                                            |              |              |              |         |         |  |
| Total                  | Total                                                      | 339,697      |              |              | 20      | +1      |  |
|                        |                                                            |              |              |              |         |         |  |
| Votos válidos          | Votos válidos                                              | 339,697      | 75.53        | +0.89        |         |         |  |
| Votos en blanco        | Votos en blanco                                            | 79,759       | 17.73        | +1.35        |         |         |  |
| Votos nulos            | Votos nulos                                                | 30,302       | 6.74         | –2.24        |         |         |  |
| Votos emitidos         | Votos emitidos                                             | 449,758      | 73.55        | –1.69        |         |         |  |
| Abstenciones           | Abstenciones                                               | 161,730      | 26.45        | +1.69        |         |         |  |
| Votantes registrados   | Votantes registrados                                       | 611,488      |              |              |         |         |  |
|                        |                                                            |              |              |              |         |         |  |
| Fuente:                |                                                            |              |              |              |         |         |  |

#### Resultados por provincia
| Provincia     | MBV  | MBV  | HUAPRI | HUAPRI | AvP  | AvP  | CxH  | CxH | PL  | PL  | FP  | FP  | PM  | PM  |   |
| Provincia     | %    | E    | %      | E      | %    | E    | %    | E   | %   | E   | %   | E   | %   | E   |   |
| ------------- | ---- | ---- | ------ | ------ | ---- | ---- | ---- | --- | --- | --- | --- | --- | --- | --- | - |
| Provincia     | Ambo | 26.8 | –      | 36.4   | 1    | 28.4 | 1    | 5.2 | –   | 1.9 | –   | 0.7 | –   | 0.6 | – |
| Dos de Mayo   | 26.5 | 1    | 25.7   | –      | 29.6 | 1    | 17.4 | –   | 0.4 | –   | 0.2 | –   | 0.2 | –   |   |
| Huacaybamba   | 24.4 | –    | 30.5   | –      | 36.2 | 1    | 4.9  | –   | 2.9 | –   | 0.7 | –   | 0.4 | –   |   |
| Huamalíes     | 27.1 | 1    | 21.8   | –      | 37.7 | 1    | 10.3 | –   | 1.3 | –   | 0.5 | –   | 1.3 | –   |   |
| Huánuco       | 33.6 | 1    | 24.3   | 1      | 22.6 | 1    | 14.0 | –   | 3.0 | –   | 1.7 | –   | 0.8 | –   |   |
| Lauricocha    | 31.6 | –    | 37.5   | 1      | 24.6 | –    | 4.3  | –   |     |     |     |     | 2.1 | –   |   |
| Leoncio Prado | 28.3 | 1    | 19.6   | –      | 32.2 | 1    | 13.1 | –   | 1.2 | –   | 5.1 | –   | 0.5 | –   |   |
| Marañón       |      |      | 73.0   | 1      | 9.2  | –    | 11.1 | –   | 5.7 | –   | 1.0 | –   |     |     |   |
| Pachitea      | 7.1  | –    | 30.2   | 1      | 20.0 | –    | 43.0 | 1   | 0.4 | –   | 0.1 | –   | 0.2 | –   |   |
| Puerto Inca   | 33.3 | 1    | 38.3   | 1      | 11.7 | –    | 9.4  | –   | 5.0 | –   | 2.1 | –   | 0.2 | –   |   |
| Yarowilca     | 36.9 | 1    | 38.0   | 1      | 20.3 | –    |      |     | 3.5 | –   | 0.9 | –   | 0.5 | –   |   |
| Total         | 28.2 | 6    | 27.7   | 7      | 25.5 | 6    | 13.9 | 1   | 2.2 | –   | 1.8 | –   | 0.7 | –   |   |

### Autoridades electas
| Cargo                                             | Autoridad electa | Autoridad electa            | Partido político | Partido político                                  |
| ------------------------------------------------- | ---------------- | --------------------------- | ---------------- | ------------------------------------------------- |
| Gobernador Regional de Huánuco                    |                  | Antonio Pulgar Lucas        |                  | Movimiento Independiente Regional Mi Buen Vecino  |
| Vicegobernador Regional de Huánuco                |                  | Vacante                     |                  | Vacante                                           |
| Consejero Regional de Huánuco (por Ambo)          |                  | Carlos Esteban Atencia      |                  | Movimiento Independiente Regional Huánuco Primero |
| Consejera Regional de Huánuco (por Ambo)          |                  | Esther Lucas Espinoza       |                  | Avanza País                                       |
| Consejero Regional de Huánuco (por Dos de Mayo)   |                  | Vidal Adrián Facundo        |                  | Avanza País                                       |
| Consejero Regional de Huánuco (por Dos de Mayo)   |                  | Amadeo Reymundez Sánchez    |                  | Movimiento Independiente Regional Mi Buen Vecino  |
| Consejero Regional de Huánuco (por Huacaybamba)   |                  | Rafael Céspedes Gamarra     |                  | Avanza País                                       |
| Consejero Regional de Huánuco (por Huamalíes)     |                  | Ricardo Prado García        |                  | Avanza País                                       |
| Consejero Regional de Huánuco (por Huamalíes)     |                  | Nicolás Inga Esteban        |                  | Movimiento Independiente Regional Mi Buen Vecino  |
| Consejera Regional de Huánuco (por Huánuco)       |                  | Elizabeth Justiniano Rivera |                  | Movimiento Independiente Regional Mi Buen Vecino  |
| Consejera Regional de Huánuco (por Huánuco)       |                  | Kandy Vargas Aguirre        |                  | Movimiento Independiente Regional Huánuco Primero |
| Consejero Regional de Huánuco (por Huánuco)       |                  | Olchese Tarazona Gonzales   |                  | Avanza País                                       |
| Consejera Regional de Huánuco (por Lauricocha)    |                  | Olinda Tacuchi de Dávila    |                  | Movimiento Independiente Regional Huánuco Primero |
| Consejero Regional de Huánuco (por Leoncio Prado) |                  | Manuel Rosales García       |                  | Avanza País                                       |
| Consejera Regional de Huánuco (por Leoncio Prado) |                  | Milagros Beraún Leandro     |                  | Movimiento Independiente Regional Mi Buen Vecino  |
| Consejero Regional de Huánuco (por Marañón)       |                  | Dante Tarazona Reyes        |                  | Movimiento Independiente Regional Huánuco Primero |
| Consejero Regional de Huánuco (por Pachitea)      |                  | Roy Tolentino Fabián        |                  | Movimiento Político Cambiemos x Hco               |
| Consejero Regional de Huánuco (por Pachitea)      |                  | Eliel Escobal Ayala         |                  | Movimiento Independiente Regional Huánuco Primero |
| Consejero Regional de Huánuco (por Puerto Inca)   |                  | Lester López Espíritu       |                  | Movimiento Independiente Regional Huánuco Primero |
| Consejero Regional de Huánuco (por Puerto Inca)   |                  | Juan Paredes Ríos           |                  | Movimiento Independiente Regional Mi Buen Vecino  |
| Consejero Regional de Huánuco (por Yarowilca)     |                  | Alfredo Isidro Silvestre    |                  | Movimiento Independiente Regional Huánuco Primero |
| Consejera Regional de Huánuco (por Yarowilca)     |                  | Rocío Isla Esteban          |                  | Movimiento Independiente Regional Mi Buen Vecino  |